# Roger Barlow
Roger Barlow (ur. 25 stycznia 1950) − angielski bokser, brązowy medalista Juniorskich Mistrzostw Europy 1970.

## Kariera amatorska
W sierpniu 1970 roku doszedł do ćwierćfinału turnieju Chemistry Cup w Halle. W ćwierćfinałowej walce w kategorii półciężkiej przegrał z reprezentantem Rumunii Ilie Dascalu. W październiku 1970 doszedł do finału międzynarodowego turnieju, który rozgrywany był we Wschodnim Berlinie. W finale przegrał na punkty z reprezentantem Kenii Stephenem Thegą. W listopadzie 1970 roku zdobył brązowy medal na pierwszych w historii Juniorskich Mistrzostwach Europy. W eliminacjach turnieju pokonał przez techniczny nokaut w drugiej rundzie Erwina Pruecklera, który reprezentował Austrię. W ćwierćfinale kategorii półciężkiej rywalem Barlowa był Francuz Laurent Zardy. Walka zakończyła się zwycięstwem Anglika, który zwyciężył przez nokaut w pierwszej rundzie. W półfinałowej walce Anglika pokonał reprezentant Węgier Imre Siklósi, który zwyciężył przez techniczny nokaut w pierwszej rundzie.
W 1971 roku był w kadrze na mecze międzypaństwowe pomiędzy przeciwko Szkocji i Irlandii. 13 stycznia 1971 pokonał podczas meczu z drużyną Szkocji N. Willcoxa, wygrywając z nim na punkty. Ostatecznie drużyna Anglii pokonała Szkocję 12:10. Barlow zwyciężył również 3 lutego 1971 roku w meczu przeciwko Irlandii, pokonując przed czasem Franka Kieransa. Pomimo zwycięstwa Barlowa, drużyna Anglii przegrała mecz, ulegając Irlandczykom 8:12.

## Kariera zawodowa
Jako zawodowiec zadebiutował 7 grudnia 1971 roku, przegrywając w swoim debiucie z Ade Ajasco. Karierę zawodową kontynuował do 1978 roku, nie odnosząc sukcesów. Łącznie na zawodowym ringu stoczył 18. pojedynków, z których wygrał 12.